# Кантеев, Мурат Константинович
Мурат Константинович Кантеев (1928—1978) — начальник Семипалатинского ядерного полигона, генерал-майор (1975).

## Биография
Начал службу в рядах Советской армии в 1947. В 1949 окончил Двинское военно-авиационное техническое училище спецслужб дальней авиации, а в 1958 и Киевское высшее военное авиационное инженерное училище.
С марта 1976 начальник 2-го Государственного центрального научно-исследовательского испытательного полигона. 6 января 1978 погиб в авиационной катастрофе на Ан-30. Похоронен в Пантеоне в ограде Осетинской церкви.

### Звания
- генерал-майор (1975).